# Wachet auf, es krähte der Hahn
Wachet auf, es krähte der Hahn ist eine Kinderliederkantate für Kinderchor (mit Solisten) und kleines Orchester von Hans Sandig. Die Textvorlage stammt von Käte Rudo. Die Aufführungsdauer beträgt ca. 22 Minuten.

## Aufbau und Inhalt
Das Werk beschreibt einen Kinder-Tagesablauf vom Morgen bis zum Abend. Alte und (zum Entstehungszeitpunkt) neuere  Kinderlieder werden dabei durch instrumentale Zwischenspiele und  gesungene Verbindungsverse zu einer größeren Komposition verknüpft.
Drei „Hahnenschreie“ vor dem titelgebenden Kanon eröffnen das Werk; mit einem choralartigen Lied und den Worten: „schließt eure müden Augen zu, und morgen wird die Sonne wieder scheinen“ findet es einen etwas pathetisch wirkenden Abschluss. Gesprochenen Text gibt es, anders als in späteren Werken Sandigs, nur kurz am Ende des Überleitungsabschnitts „Ringel, ringel, Rose“, sowie am Ende des Liedes „Ein Männlein steht im Walde“.
| Abschnitt                                   | Vorlage                                       |
| ------------------------------------------- | --------------------------------------------- |
| Wachet auf, es krähte der Hahn              | Kanon von Johann Joachim Wachsmann            |
| Heraus aus den Betten                       | -                                             |
| Nun kommt, ihr lieben Kinder (Überleitung)  | -                                             |
| Maria hat sechs Püppchen                    | Wilhelm Otto Ullmann                          |
| Alle meine Puppenkinder (Überleitung)       | -                                             |
| Ward ein Blümchen mir geschenket            | Volksweise/Heinrich Hoffmann von Fallersleben |
| Guten Morgen, liebe Grete (Überleitung)     | -                                             |
| Widewidewenne                               | Volkslied                                     |
| Droben auf dem grünen Platz (Überleitung)   | -                                             |
| Wer will fleißige Handwerker sehn           | Volkslied                                     |
| Schon ist es Mittag (Überleitung)           | -                                             |
| Der Dieter, der Dieter                      | -                                             |
| Auf der grünen Wiese                        | Volkslied                                     |
| Kleine Liese, sei nicht dumm (Überleitung)  | -                                             |
| Lass uns auf die Wiese gehn                 | Christian Lahusen                             |
| Hans, Wolf und Gerd (Überleitung)           | -                                             |
| Grün, grün, grün sind alle meine Kleider    | Volkslied                                     |
| Ringel, Ringel, Rose (Überleitung)          | Volkslied                                     |
| So geht es im Schnützelputzhäusel           | Volkslied                                     |
| Ich weiß ein Rätsel (Überleitung)           | -                                             |
| Ein Männlein steht im Walde                 | Volksweise/Heinrich Hoffmann von Fallersleben |
| Vom Turme schlägt es Abendruh (Überleitung) | -                                             |
| Alle Leut gehn jetzt nach Haus              | Volkslied                                     |
| Vergangen ist der schöne Tag                | -                                             |

Die kursiv gesetzten Abschnitte entfallen in der gekürzten Version (s. u.).

## Veröffentlichte Versionen

### Vollständige Aufnahme
Die wahrscheinlich einzige komplette Aufnahme entstand 1956 unter Leitung des Komponisten. Mitwirkende waren der Rundfunk-Kinderchor Leipzig, das Naumann-Quartett und Mitglieder des Rundfunk-Sinfonieorchesters Leipzig. Die Einspielung erschien 1962 als B-Seite zu Sandigs Volkslieder-Kantate „Wohlan, die Zeit ist kommen“ auf Schallplatte. Spätere Veröffentlichungen sind nicht bekannt; einzelne Lieder aus dieser Aufnahme erscheinen jedoch bis zur Gegenwart auf Kinderlieder-CDs.

### Version für den Schulunterricht
Bis 1990 war die Kantate in der DDR Lehrplanstoff im Musikunterricht der 2. Klasse. Die ursprüngliche Aufnahme wurde dafür durch Auslassen mehrerer Lieder (s. o.) um etwa 1/3  gekürzt. In der Überleitung zu „Ein Männlein steht im Walde“ entsteht dadurch ein harmonisch unstimmiger Anschluss; die übrigen Schnitte sind nicht hörbar.